# 甲州弁
甲州弁（こうしゅうべん）は、山梨県で話される日本語の方言。山梨県内でも御坂山地と大菩薩嶺を境に東西で大きく方言が異なっており、西側の国中地方では東海東山方言（ナヤシ方言）の一種（国中弁）が、東側の郡内地方では西関東方言の一種（郡内弁）が話されている。両者を分ける代表的な特徴は、意志・推量の表現であり、国中地方では「ず」「ずら」、郡内地方では「べー」「だんべー」を用いることである。
ここでは国中地方の方言を扱う。郡内弁については当該項目を参照のこと。また早川町奈良田では特殊な方言が用いられており、奈良田方言を参照。

## 概要
国中地方は富士川や諸街道によって駿河国との文化的共通性が強いため、「ずら」を使用するなど主な語彙が静岡弁とよく似ている。長野・山梨・静岡の方言をひっくるめてナヤシ方言とも言う。
江戸時代には享保9年（1724年）に甲府藩主・柳沢氏家臣の柳沢淇園が随筆『ひとりね』を記し、同書では甲斐の地誌情報とともに甲州弁の語彙50語余りが記録されている。また、嘉永3年（1850年）成立の宮本定正『甲斐廼手振』にも若干の甲州弁が記載されている。宮本定正は幕末期に江戸から甲府へ赴任した人物で、国立公文書館・内閣文庫「多聞櫓文書」の幕臣由緒書に記される「宮本久平」と同一人物であると考えられている。宮本久平は弘化5年/嘉永元年11月23日に甲府学問所・徽典館の学頭を命じられ、10ヶ月余り甲府に滞在している。『甲斐廼手振』は『甲斐志料集成』『甲斐叢書』において翻刻されており、両者とも同じ東京大学総合図書館所蔵「南葵文庫」に収録されている。「南葵文庫」本は伝来は不明であるが、誤記が散見されることから宮本定正の自筆本ではないと考えられており、56語余りの甲州弁が記載されている。
明治期には三田村鳶魚の「甲斐方言考」『風俗画報』や自治体史により山梨県の方言に関する語彙の紹介が行われている。戦後には、1939年（昭和14年）に発足した山梨郷土研究会や昭和30年代の山梨方言研究会、1986年（昭和61年）に発足した「山梨ことばの会」が中心となって学術的研究がスタートし、特に独自の方言として知られる奈良田の方言に関する研究は全国的にも注目された。また、北杜市の金田一春彦記念図書館（旧・大泉村図書館）は金田一春彦旧蔵の方言資料を収蔵している。
甲州弁ラップ「だっちもねぇこんいっちょし」（「くだらないこと言うな」の意）がCD化され、発売されたこともある。

## 音声・アクセント
全般的に共通語に近いが、母音無声化は起こらない。アクセントは中輪東京式アクセント。「山梨県」や「山梨市」などと言う場合には、共通語と同様に平板型の発音であるが、単に「山梨」と言う場合に、「ヤマナシ」と第一音にアクセントを置いて発音すると山梨市を指す。同様に「甲府」を「コウフ」、「清里」を「キヨサト」と言う。
奈良田方言は特殊アクセントであり、四つ仮名を区別する。

## 文法
- 否定（打消）の助動詞は「…ない」ではなく、国中では「…ん」が使いられる。郡内方言では「にゃあ（ねえ）」を用いる[5]。過去否定は「…なんだ」を用いる。
  - 「…ん」が甲州に飛地状分布をする理由については、もともと長野県の諏訪、松本地域にも「…ん」が分布していたが、江戸時代に中山道に沿って東から「…ない」が本地域に分布を広げたため、甲州に「…ん」が取り残されたとする見方がある。その証拠に、長野県の諏訪、松本地域では過去否定は「…なんだ」を用いる。
- 推量は「…ずら、…ら」を用いる。「ずら」は動詞・形容詞の連体形、形容動詞の語幹、体言に付く。「ら」は動詞の終止形に付く。過去の推量には「つら」を用い、用言の連用形に付く。「つら」がイ音便・撥音便の後に付く場合は「ずら」となる。従って、「泳ぐずら」は現在における推量、「泳いずら」は過去の推量である[6][7]。郡内方言では「べえ」が用いられる[5]。「ずら」の用例は滑稽本『旧観帖』など[7]。『甲斐廼手振』では「そふづらめ」として記載[7]。
- 意志・勧誘（～しよう）は「…ず」「…ざあ」を用いる。どちらも動詞の未然形に付く[7][6]。（例）「さあ、行かざあ」「話を聞かざあ」。「ず・ざあ」は国中で用いられ、郡内方言では勧誘は「べえ」を用いる[5]。「ず」は「どう書かずか」（どう書こうか）のように用いるが、「どう書かっか」のように促音化することがある[8]。
- 過去の「…た」が「…とー」となる場合がある。この特徴は奈良田方言で顕著である[9]。
- 終助詞「ちょ」が動詞の連用形に付き、禁止を表す。古語の「そ」が変化したもの[10]。（例）「あんまり無理をしちょ(あんまり無理をするな)」「そんなに飲んじょ(そんなに飲むな)」
- 禁止「ちょ」や命令表現の後に、終助詞「し」を付ける[10]。（例）「ちゃんと勉強しろし(ちゃんと勉強しなさいよ)」「へぇ泣いちょし(もう泣くのはやめようよ)」

## 語彙
- おばやん - おばさん。
- おまん - お前、あなた。
- いく - 何。

（例）「いく時」（何時）、「いくしょ」（何処）、「いくゆえ」（何故）
- かじる - 掻く

（例）「背中かじって」（背中掻いて）
- こう - 来い

（例）「こっちぃこう」（こっちへ来い）
- こっちん - こっちが
- こぴっと - 物事がきちんと整っているさま。ちゃんと。しゃんと。しっかりと。

（例）「こぴっとしろし」（ちゃんとしろよ）
- からかう - （時間）をかける、または（修理などを）試してみること

（例）「パソコンの調子が悪いから、ちょっとからかってみる」
- ～じゃんけ - ～じゃないか。

三河弁などの「～じゃんか」に相当。
- ちゅうこん （ちゅこん）- っていうこと。「こと」が撥音化して「こん」になる[11]。
- て - あぁ。
- てて - うわぁ。
- はんで - 急いで。早く。

（例）「はんで車に乗れし」
「いつも」「頻繁に」という意味で使うこともある。
（例）「はんでそんなことやってるから」（いつもそんなことやってるから）
- ぼこ - 子供

（例）「悪いぼこじゃん」

## 甲州弁に関連した作品など
- 47都道府犬 -  声優バラエティー SAY!YOU!SAY!ME!内で放映された短編アニメ。郷土の名産をモチーフにした犬たちが登場する。山梨県は、葡萄がモチーフの山梨犬として登場し、『ワインにされるずらー!!』など話す。声優は、山梨県出身の志村由美が担当している。
- 月曜から夜ふかし - 関ジャニ∞村上とマツコ・デラックスによるトークバラエティ。甲州弁が「ブサイクな方言ワースト1」に選出され、「おら、田中ちゃんの愛人っつーこんずら（私は田中ちゃんの愛人です）」がスタジオに爆笑を巻き起こした（ただし､この文だと「私は田中ちゃんの愛人ということでしょう?(確認)」となってしまう）。他にも「おまんこっちんこうし（あなたこっちにきて）」が、「放送上完全アウトだが、あくまで甲州弁です」と取り上げられた。
- ててて!TV - 山梨放送（YBSテレビ）の情報番組。番組名は甲州弁の「てっ」に由来。同局アナウンサーであったハードキャッスル エリザベスと甲州弁ライターの五緒川津平太による甲州弁の教養コーナー「エリーのキャン・ユー・スピーク甲州弁」が2016年4月から2019年3月まで放送され、同年4月からは全編甲州弁のゆるキャラアニメ「ほんじゃ!いかざぁ!コウシュウペン」が放送されている。
- 甲州弁ラジオ体操 - 甲斐市が制作したラジオ体操。
- 風林火山 (NHK大河ドラマ)
- 花子とアン (NHK連続テレビ小説) - 主に主人公の故郷・山梨のシーンで使用され、「てっ」「こぴっと」「ずら」「おらの事は花子と言ってくりょう（私の事は花子と呼んで下さい）」等が用いられた｡

## 甲州弁を使う有名人
- 高森奈津美（声優） - 基本は共通語だが、本番の前後では甲州弁が出てしまうことが多く、スタッフにネタにされている。
- 三澤紗千香（声優） - 山梨県出身。

## 関連図書
- 五緒川 津平太（ごっちょがわ つっぺえた） 『キャン・ユー・スピーク甲州弁？』（樹上の家出版、2009年3月1日） - 自費出版ながら山梨県内で異例のベストセラーとなった書籍。読売テレビの秘密のケンミンSHOWで紹介された。